# Cuneo Challenger 1981
Il Cuneo Challenger 1981 è stato un torneo di tennis facente parte della categoria ATP Challenger Series nell'ambito dell'ATP Challenger Series 1981. Il torneo si è giocato a Cuneo in Italia dal 1 al 7 giugno 1981 su campi in terra rossa.

## Vincitori

### Singolare
Juan Avendaño ha battuto in finale  Roberto Vizcaino con il punteggio di 7–5, 6–3

### Doppio
Guillermo Aubone /  Ricardo Cano hanno battuto in finale  Ricardo Acuña /  Ramiro Benavides con il punteggio di 7–6, 7–5